# Heinrich von Winning
Heinrich Erdmann Ludwig von Winning (* 14. November 1801 in Bernau; † 1. Februar 1877 in Dresden) war ein deutscher Offizier. Er war preußischer Generalmajor und Kommandeur der 28. Infanterie-Brigade.

## Leben

### Herkunft
Heinrich war ein Sohn des preußischen Majors Karl Ferdinand von Winning (1764–1835) und dessen Ehefrau Charlotte, geborene Becker (1770–1851).

### Militärkarriere
Nach dem Besuch der Kadettenhäuser in Potsdam und Berlin wurde Winning am 5. Mai 1819 als Portepeefähnrich im 7. Infanterie-Regiment der Preußischen Armee angestellt. Bis Ende September 1841 stieg er zum Kapitän und Kompaniechef auf. Unter Beförderung zum Major erfolgte am 21. März 1848 seine Ernennung zum Kommandeur des I. Bataillons im 19. Infanterie-Regiment. Daran schloss sich vom 19. Januar bis zum 16. Oktober 1850 eine Verwendung als Kommandeur des II. Bataillons im 27. Landwehr-Regiment. Anschließend wurde Winning vorläufig für ein Jahr als Kommandeur beim herzoglich anhalt-bernburgischen Füsilierbataillon angestellt und das Kommando am 14. Februar 1852 auf zwei Jahre verlängert.
Er avancierte am 22. März 1853 zum Oberstleutnant und wurde am 19. September 1853 mit dem Roten Adlerorden III. Klasse mit Eichenlaub und Schwertern am Ringe ausgezeichnet. Am 14. Juli 1856 erfolgte seine Ernennung zum Kommandeur des 28. Infanterie-Regiments sowie am 15. Oktober 1856 die Beförderung zum Oberst. Unter Stellung à la suite seines Regiments wurde Winning am 20. Januar 1859 Kommandeur der 28. Infanterie-Brigade in Düsseldorf und am 31. Mai 1859 zum Generalmajor befördert. In dieser Stellung erhielt er am 25. Mai 1860 den Roten Adlerorden II. Klasse mit Eichenlaub und Schwertern am Ring, bevor er am 23. August 1860 seinen Abschied mit Pension nahm. Er starb am 1. Februar 1877 in Dresden.

### Familie
Er heiratete am 18. September 1827 in Berlin Emilie Schirmann (1806–1891). Das Paar hatte mehrere Kinder:
- Klara Marie Emilie (1828–1902) ⚭ 1849 Johann Ottomar Freiherr von Beust (1810–1886), preußischer Major a. D.[1]
- Hedwig Marie Emilie (1834–1878)
- Felix (1832–1833)
- Marie (*/† 1834)